# Chen Zhenglei
Chen Zhenglei (chinesisch 陳正雷 / 陈正雷, Pinyin Chén Zhèngléi; * 1949 in Chenjiagou, Henan, Volksrepublik China) ist einer der Hauptvertreter des Chen-Stils der chinesischen inneren Kampfkunst Taijiquan und gehört zur 19. Generation der Chen-Familie.
Chen Zhenglei gilt als einer der „Top Ten Martial Arts Masters“ in China. Chen Zhenglei ist Mitglied des Ausschusses der chinesischen Wushu Association, stellvertretender Vorsitzender der Henan Wushu Association und „Senior National Wushu-Meister“. Ebenso ist er geschäftsführender Präsident der Chen Taijiquan Family Association of Henan und Direktor des Chen Taijiquan Village Training Center von Zhengzhou.

## Leben
Seit seinem achten Lebensjahr folgte er seinem Onkel Chen Zhaopi, um Taijiquan zu praktizieren, wie es aus der älteren Generation der Chen-Familie überliefert wurde, einschließlich Tuishou und des Umgangs mit verschiedenen Waffen wie Speer, chinesischem Schwert und so weiter. Darüber hinaus studierte er die Theorie des Taijiquan. Nachdem Chen Zhaopi 1972 gestorben war, setzte er seine Studien bei seinem Onkel Chen Zhaokui, der ebenso ein berühmter Taijiquan-Großmeister war, fort. Chen Zhenglei spezialisierte sich auf die Theorie und die Fähigkeiten im Tuishou, die ihm von seinem Großvater, dem Bruder von Chen Fake, überliefert wurden. Damit wurde Chen Zhenglei über 20 Jahre von zwei Großmeistern unmittelbar praktisch unterrichtet.
Von 1974 bis 1987 gewann er in mehr als 10 Kampfkunst-Wettbewerben der Provinz Henan und auf nationaler Ebene Goldmedaillen im Tuishou, im Kampf mit dem Taiji-Schwert und im Taijiquan. Er verteidigte zweimal erfolgreich seinen Titel als nationaler Taijiquan-Meister. Ihm wurde der Titel „Goldener Löwe“ verliehen, er ist in China und international auch als „Tai Chi Buddha Warrior“ bekannt. Seit 1983 wird er regelmäßig nach Japan, in die USA, Großbritannien, Frankreich, Italien und andere Länder eingeladen, um Taijiquan zu unterrichten und Vorträge zu halten. Er bereiste so mehr als 20 Länder und wurde von Hunderten von Wushu-Gesellschaften und -Organisationen in der ganzen Welt eingeladen.
Im Jahr 1986 wurde er als Mitglied des ständigen Ausschusses der chinesischen „People's Political Consultative Conference“ gewählt, zwei Jahre später als Stellvertreter des Nationalen Volkskongresses, als Direktor der „Tai Chi Chen Village School“ und als Leiter des „Tai Chi Shaolin-Forschungsinstituts“. 1994 wurde er internationaler Tai Chi Großmeister, im Dezember 1995 einer der „Top Ten der Martial Arts Masters of Present Day“.
Chen ist auch Autor vieler einschlägiger Werke.

## Schriften
- Auf Zehn-Phasen-Fähigkeiten
- Die Sammlung der Tai Chi Waffen der Familie Chen
- Taijiquan der Chen Familie zur Lebenskultivierung
- Tai Chi Boxen der Familie Chen

Teilweise wurden Werke in andere Sprachen übersetzt wie Japanisch, Englisch, Französisch, Koreanisch und Spanisch und erschienen in vielen Ländern.

## Lehr-Videos
- Family Tai Chi Boxen. Erläutert von Großmeister Chen. Herausgegeben durch High Education Publishing House and Teaching 1996.
- Chen Tai Chi Chuan Schwert
- Push-Hands. Herausgegeben von People’s Physical Education Publishing House.
- Der alte Rahmen Form I und II des Chen Tai Chi Chuan, 2000.
- Einzel-Schwert, 2000.
- Push-Hands, 2000.
- Tai Chi Waffen Wertschätzung, überarbeitete Auflage 2000.
- Der neue Rahmen Form I und II des Chen Tai Chi Chuan, 2000.

Die Videos wurden in Japanisch, Englisch, Koreanisch und andere Sprachen übersetzt und in vielen Ländern veröffentlicht.